# Prince Charles Cinema

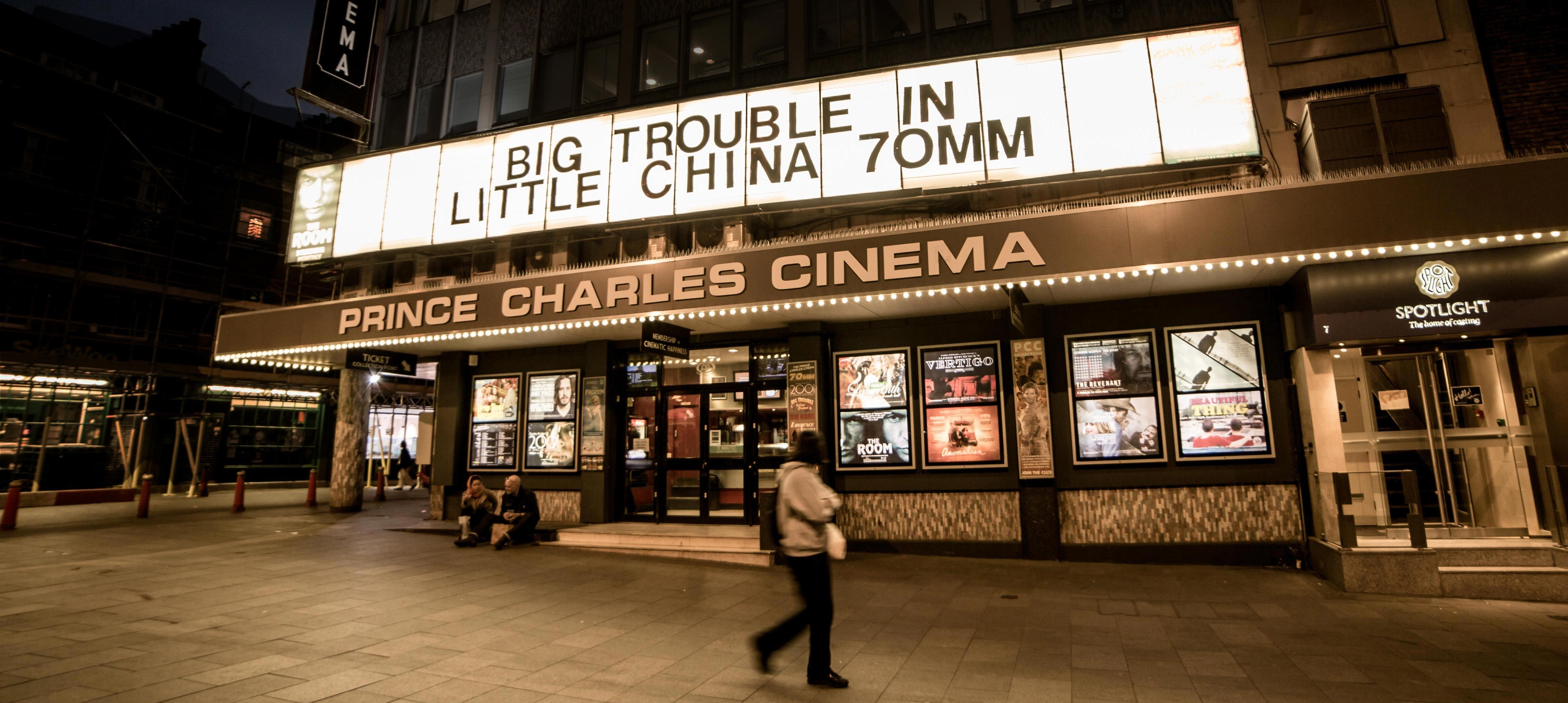
Fachada

O Prince Charles Cinema (PCC) é um cinema de repertório localizado em Leicester Place, 50 metros ao norte de Leicester Square, no West End de Londres. Ele mostra um programa rotativo de filmes cult, arthouse e clássicos ao lado de lançamentos recentes de Hollywood – normalmente mais de dez filmes diferentes por semana em duas telas (300 assentos de veludo no andar de baixo e 104 assentos de couro com encosto alto no andar de cima). Ele também hospeda uma versão cantada de The Sound of Music, bem como The Rocky Horror Picture Show e The Room. O cinema alcançou um status cult entre os fãs e é o único cinema independente do West End.

## História
Construído entre 1961 e 1962, o edifício foi construído por Richard Costain Limited para Alfred Esdaile e projetado por Carl Fisher and Associates. O edifício originalmente funcionava como um teatro com uma curva distinta 'parabólica' até o chão das arquibancadas, o que significa que os membros da platéia estão sentados em um ângulo para cima enquanto olham para o palco. Após um curto período de apoio às artes dramáticas, o local foi reinventado como um cinema pornô. Durante este período, acolheu a mais longa corrida exibição do Reino Unido de Emmanuelle, bem como Caligula (1979).
Durante o lançamento no Reino Unido de Kill Bill: Volume 2 (2004), Uma Thurman gravou uma introdução em vídeo especial para uma conta dupla de ambos os filmes sendo exibidos no cinema. Nele, ela deu as boas-vindas ao público ao "cinema britânico favorito de Quentin". Quentin Tarantino disse: "O Prince Charles Cinema é tudo o que um cinema independente deve ser. Para os amantes de filmes de qualidade, esta é a Meca" e "O dia em que Kill Bill interpreta o príncipe Charles é o dia em que Kill Bill realmente volta para casa." Ele ainda o descreveu como a "jóia da rainha" de Londres de um grindhouse dizendo "Fiquei tão honrado quando Reservoir Dogs repercutiu tanto lá que eles começaram a exibir à meia-noite e todos os rapazes apareciam em ternos pretos com pequenas pistolas d'água".
Em abril de 2007, o cinema abriu um cubículo de banheiro oficial de Kevin Smith, depois que o diretor realizou uma sessão de perguntas e respostas no cinema. Ele disse: "Eu não sei, Quentin Tarantino nunca apareceu aqui e eles batizaram o bar com o seu nome, é a minha segunda visita e eles nem sequer nomearam um banheiro com meu nome!" No dia seguinte, eles aparafusaram uma foto emoldurada dele no primeiro cubículo dos homens e ele abriu oficialmente o banheiro. O cubículo de Kevin Smith está agora nos banheiros femininos, pois o cinema trocou o gênero deles no final de 2013.
Como compromisso com a promoção de causas ambientais, o PCC exibiu o documentário Uma Verdade Inconveniente em todas as semanas de 2007. Muitas vezes as exibições têm perguntas e respostas com convidados especiais; oradores anteriores incluíram Tony Juniper, David Miliband e Sir Menzies Campbell.
O cinema e área circundante foi destaque no videoclipe de "Golden Gaze" de Ian Brown. Peter Doherty, vocalista do The Libertines, trabalhou no cinema por vários meses em 1999 antes de ser demitido.